# Edgar Berger
Edgar Berger (* 19. Oktober 1966 in Wolfsburg) ist ein deutscher Manager, der 25 Jahre in der Medien- und Entertainment-Branche arbeitete und mittlerweile ein Private-Equity-Portfolio-Unternehmen leitet. Er war maßgeblicher Vorreiter bei der Digitalisierung des weltweiten Musikgeschäfts. Er ist seit April 2020 Chief Executive Officer der AutoScout24 Gruppe. Vor seinem Start bei AutoScout24 war Berger von 2005 bis 2017 bei Sony Music Entertainment. Zuletzt verantwortete er als Chairman & CEO die internationalen Geschäfte, davor war er als Geschäftsführer für Sony Deutschland, Österreich und Schweiz tätig. Zuvor hat Berger für Bertelsmann, RTL und Roland Berger Strategy Consultants gearbeitet. Er war zeitweise Vorstand des Bundesverbands Musikindustrie.

## Leben
Edgar Berger studierte Maschinenbau, Wirtschaftswissenschaften und Philosophie in Braunschweig, Paris und Berlin. Er beendete sein Studium mit einem Diplom in Maschinenbau und nahm eine Tätigkeit als Berater bei Roland Berger Strategy Consultants auf. 1994 wechselte er zu IA Fernsehen und später zu RTL Television, wo er zunächst für einige Monate für die RTL-II-Sendung Die Redaktion arbeitete. Von 1998 bis 2000 berichtete Berger als politischer Korrespondent für RTL aktuell aus Bonn und Berlin. 2000 nahm er eine Tätigkeit bei Bertelsmann auf, zunächst als Direktor für das damalige Bertelsmann Content Network in Hamburg und New York sowie ab 2001 als dessen Chief Operating Officer. Berger war damit unter Rolf Schmidt-Holtz für die Vernetzung der Konzernbereiche zuständig, später auch für das weltweite Business Development der Bertelsmann AG.
Im Juni 2005 gab Bertelsmann bekannt, Edgar Berger werde Chef der deutschen Niederlassung von Sony BMG. Das Joint Venture mit Sony wurde erst kurz zuvor ins Leben gerufen, Berger berief man zunächst als Mitglied der Geschäftsführung und ab Frühjahr 2006 als alleinigen Geschäftsführer. Er wurde damit Nachfolger von Maarten Steinkamp. Größere Aufmerksamkeit erhielt der Manager für seine Entscheidungen, neben Berlin den Standort von Sony BMG in München zu stärken und vermehrt auf Künstler zu setzen, die in Deutschland unter Vertrag genommen werden. Man erwarb die verbleibenden Anteile an Four Music sowie die Lizenzrechte an die „Drei Fragezeichen“. Unter seiner Leitung schafften Künstler wie u. a. Mark Forster, Casper, Marteria, Ina Müller, Tim Bendzko, Johannes Oerding oder Marit Larsen ihren Durchbruch. Zudem nahm er Joe Cocker weltweit unter Vertrag. Außerdem stieg Sony BMG in Deutschland unter der Leitung von Berger in das Geschäft mit Konzerten sowie dem elektronischen Vertrieb von Musik ein. Ab 2006 war Berger Mitglied des Vorstands der deutschen Phonoverbände.
Anfang 2009 übernahm Edgar Berger neben Deutschland auch die Geschäftsführung für Sony Music in Österreich und der Schweiz. 2011 wechselte er von München nach London, wo er von Doug Morris zum President & CEO International ernannt wurde. Seitdem verantwortete er das weltweite Geschäft des Labels außerhalb der Vereinigten Staaten, inklusive des US Latin Marktes. Später übernahm er auch die Position des Chairman & CEO von Sony Music International, Beobachter nahmen Bezug auf die Nachfolge von Konzernchef Doug Morris. Er arbeitete mit Künstlern wie Bruce Springsteen, Pink!, One Direction mit Harry Styles, Daft Punk, Pharrell Williams und vielen anderen. Berger war Vorstand des Bundesverband Musikindustrie und von 2011 bis 2017 Mitglied des sogenannten Main Board der IFPI, dem weltweiten Interessensverband der Musikindustrie. Von 2009 bis 2021 war Berger Vorstand des Kulturkreises der deutschen Wirtschaft im BDI.
Im Jahr 2017 verließ er Sony Music. In den Jahren 2018 bis 2020 war Edgar Berger als privater Investor sowie Berater von Gründern von Technologie-Start-ups und Private-Equity-Unternehmen tätig. Seit 2017 sitzt er als Non-Executive Director im Board von Pacha, einem in Private-Equity-Besitz befindlichen Hospitality-Unternehmen mit Sitz auf Ibiza.
Im April 2020 wurde er zum CEO von AutoScout24 berufen. AutoScout24 ist europaweit der größte Onlinemarktplatz für Autos und verfolgt das Ziel, den Fahrzeughandel in Europa zu digitalisieren. AutoScout24 war zuvor für 2,84 Mrd. Euro von der Private-Equity-Firma Hellman&Friedman gekauft worden. Berger baute das gesamte Management um und verfolgt seitdem den Ausbau des digitalen Ecosystems der AutoScout24-Gruppe, um Händlern in ganz Europa ein noch umfassenderes Partnerangebot beim Handel von Fahrzeugen machen zu können. Im Zuge dessen erwarb AutoScout24 u. a. den deutschen Marktführer LeasingMarkt.de (2020), startete mit smyle ein Angebot zum Onlinekauf von Fahrzeugen über die eigene Plattform (2021) und akquirierte mit AUTOproff den dänischen Marktführer und einen aufstrebenden internationalen B2B-Anbieter (2022).

## Positionen
- Berger sprach sich 2006 für den einen besseren Schutz von „geistigem Eigentum“ aus. Im Zuge dessen forderte er auch die Einschränkung des Rechts auf Privatkopien sowie ein Verbot „intelligenter Aufnahme-Programme“ im Internet. Kopien sollten nur noch vom eigenen Original und nicht mehr von Dritten hergestellt werden dürfen.[28]

- Nachdem der Rapper Bushido bei Sony BMG unter Vertrag genommen wurde, unterstellten Beobachter dem Unternehmen eine Doppelmoral. Berger argumentierte im Jahr 2007, gewaltverherrlichende Titel seien auf früheren Platten erschienen, für die sein Label nicht verantwortlich wäre. Bushido sei ein populäres Jugendidol, mache einen Wandel durch. Sony BMG sei gegen Diffamierung und Gewalt und vereinbare mit allen Künstlern, den Jugendschutz zu achten.[29]

- Im Jahr 2010 forderte Berger, Internet Service Provider stärker zum Schutz „geistigen Eigentums“ zu verpflichten. Bisher würden auch solche Kunden angenommen, die Urheberrechte verletzen. Die Unternehmen seien „so etwas wie die neue Post“, die auch nichts befördern dürfe, was offensichtlich illegal sei.[30]

- 2012 sprach sich Berger erneut für schärfere Gesetze gegen „Raubkopien“ aus. Seine Forderung begründete er damit, dass 2011 etwa 3,6 Milliarden Stücke verkauft wurden, während 40 Milliarden Stücke illegal heruntergeladen worden seien. Es sei bislang nicht gelungen, die Musikindustrie in ein „digitales Geschäft“ zu transformieren. Berger begrüßte die Debatte um „kreative Leistung im digitalen Zeitalter“, die im Zuge des Gesetzentwurfs Stop Online Piracy Act entstand.[31]

- Berger bezeichnete Deutschland als „digitales Entwicklungsland“, nachdem die GEMA die Bereitstellung von Musikvideos auf YouTube verhindert hatte. Er sprach sich dafür aus, Dienste wie zum Beispiel Spotify oder Vevo auch in Deutschland stärker zu fördern.[32] 2013 gestand Berger ein, dass die Musikindustrie entsprechende Angebote hätte schneller bereitstellen sollen. Den Rückgang des Markts um etwa die Hälfte seines Volumens hätten die großen Anbieter auch selbst zu verantworten.[33] Nachdem die Verkaufszahlen wieder anstiegen, urteilte er, der digitale Vertrieb sei keine Gefahr für Musik, sondern würde sie „retten“.[34]